# NGC 3347B
NGC 3347B (другие обозначения — ESO 376-10, MCG -6-24-5, IRAS10397-3640, PGC 31875) — галактика в созвездии Насос.
Этот объект не входит в число перечисленных в оригинальной редакции «Нового общего каталога» и был добавлен позднее.